# Éclans-Nenon
Éclans-Nenon är en kommun i departementet Jura i regionen Bourgogne-Franche-Comté i östra Frankrike. Kommunen ligger i kantonen Rochefort-sur-Nenon som tillhör arrondissementet Dole. År 2022 hade Éclans-Nenon 373 invånare.

## Befolkningsutveckling
Antalet invånare i kommunen Éclans-Nenon
Referens:INSEE